# رفعت عبدالله‌زاده
رفعت عبدالله‌زاده (ترکی آذربایجانی: Rüfət Abdullazadə؛ زادهٔ ۱۷ ژانویهٔ ۲۰۰۱) بازیکن فوتبال است.

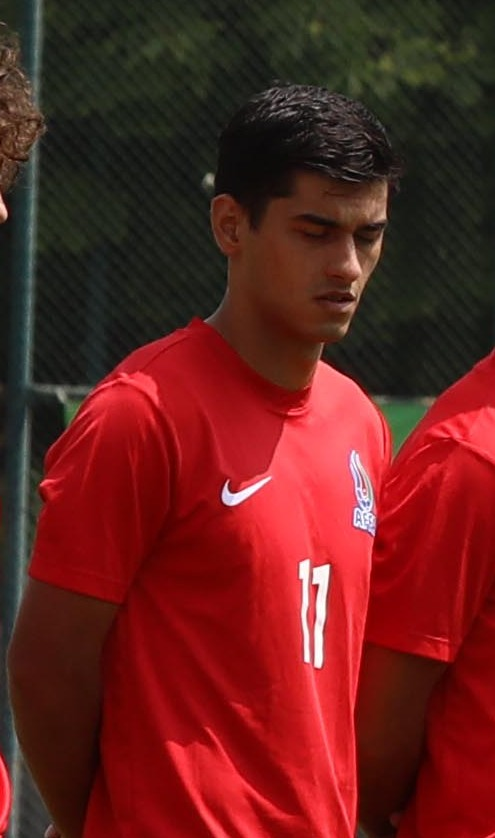
رفعت عبدالله‌زاده

وی همچنین در تیم ملی فوتبال زیر ۲۱ سال جمهوری آذربایجان بازی کرده‌است.